# ستانلي ماجد
ستانلي ماجد (مواليد 14 ديسمبر 1929) هو ملاكم ميانماري، مثّل بلاده في الألعاب الأولمبية الصيفية 1952.

## روابط خارجية
ستانلي ماجد على موقع أوليمبيديا (الإنجليزية)